# 555 TCN
555 TCN là một năm trong lịch La Mã.